# Manzonia carboverdensis
Manzonia carboverdensis là một loài ốc biển nhỏ, là động vật thân mềm chân bụng sống ở biển trong họ Rissoidae.